# Ludmila Richterová
Ludmila Richterová (* 7. března 1977, Košice) je bývalá česká profesionální tenistka. Ve své kariéře na okruhu WTA Tour vyhrála jeden turnaj ve dvouhře. V rámci okruhu ITF získala sedm titulů ve dvouhře a čtyři ve čtyřhře.
Na žebříčku WTA byla nejvýše ve dvouhře klasifikována v březnu 1996 na  62. místě a ve čtyřhře pak v březnu 2000 na 141. místě.

## Finálové účasti na turnajích WTA Tour

### Dvouhra: 2 (1–1)
| Legenda                     |
| --------------------------- |
| Tier I (0/0)                |
| Tier II (0/0)               |
| Tier III (0/0)              |
| Tier IV & V (1/1)           |
| Grand Slam (0/0)            |
| WTA Tour Championship (0/0) |

| Stav       | Č. | Datum           | Turnaj                       | Povrch | Soupeřka ve finále        | Výsledek          |
| ---------- | -- | --------------- | ---------------------------- | ------ | ------------------------- | ----------------- |
| Finalistka | 1. | 14. března 1995 | ECM Prague Open Praha, Česko | antuka | Julie Halardová           | 4–6, 4–6          |
| Vítězka    | 1. | 20. května 1995 | Bournemouth Anglie           | antuka | Patricia Hyová-Boulaisová | 6(10)–7, 6–4, 6–3 |

## Umístění na žebříčku WTA ve dvouhře (konec roku)
| Rok    | 1993 | 1994   | 1995  | 1996  | 1997   | 1998   | 1999   | 2000   | 2001 | 2002 | 2003 |
| Pořadí | 197. | ▲ 107. | ▲ 67. | ▼ 86. | ▼ 158. | ▼ 218. | ▼ 278. | ▼ 593. | —    | —    | 463. |